# Чемпіонат Болгарії з футболу 1935
Державний чемпіонат Болгарії 1935 — 11-й сезон найвищого рівня футбольних змагань Болгарії. Чемпіоном вперше став Спортклуб (Софія).

## Перший раунд
| Команда 1                   | Рахунок    | Команда 2                |
| --------------------------- | ---------- | ------------------------ |
| Княгиня Марія-Луїза         | 1:1 дч 0:3 | Спортклуб (Софія)        |
| Струмска Слава (Радомир)    | 0:1        | Орел-Чеган 30 (Враца)    |
| Напредак (Русе)             | 3:3 дч 0:1 | Розова долина (Казанлик) |
| Победа 26 (Плевен)          | 3:2        | Ботев (Ямбол)            |
| Левські (Горішня Оряховиця) | 0:6        | Панайот Волов (Шумен)    |

## 1/4 фіналу
| Команда 1             | Рахунок | Команда 2             |
| --------------------- | ------- | --------------------- |
| Спортклуб (Софія)     | 2:1     | Орел-Чеган 30 (Враца) |
| Ботев (Пазарджик)     | 7:1     | Победа 26 (Плевен)    |
| Левські (Бургас)      | 0:3     | Тича (Варна)          |
| Панайот Волов (Шумен) | 3:2     | Напредак (Русе)       |

## 1/2 фіналу
| Команда 1         | Рахунок | Команда 2             |
| ----------------- | ------- | --------------------- |
| Спортклуб (Софія) | 1:0     | Панайот Волов (Шумен) |
| Тича (Варна)      | 7:0     | Ботев (Пазарджик)     |

## Фінал
| Команда 1         | Рахунок | Команда 2    |
| ----------------- | ------- | ------------ |
| 3 жовтня 1935     |         |              |
| Спортклуб (Софія) | 4:0     | Тича (Варна) |